# Lagos Metropolitan Development and Governance Project
 (avril 2016).
Lagos Metropolitan Development and Governance Project est un projet d'amélioration des infrastructures de 9 bidonvilles les plus pauvres de Lagos. Ce programme a eu lieu entre 2006 et 2013. Il a été financé par la Banque mondiale à hauteur de 200 millions de dollars.